# Manuel Pla
Manuel Pla i Agustí (Torquemada, 1725 – 13 settembre 1766) è stato un compositore, oboista e clavicembalista spagnolo.

## Biografia
Diversamente dal fratello maggiore Juan Bautista Pla i Agustí (1720-1773) e da quello minore Josep Pla i Agustí (1728-1762), anch'essi oboisti e compositori che si esibirono nelle corti e nelle sale da concerto di tutta Europa, Manuel Pla trascorse la sua vita interamente in Spagna.
Fu attivo come strumentista nella banda degli Alabardieri Reali a Madrid, ma suonò anche in alcune opere e concerti che venivano dati presso la cappella reale spagnola.
Compose un gran numero di lavori strumentali e vocali: sinfonie, concerti, trii, duetti; salmi, messe, Salve Regina, Stabat Mater, zarzuele, serenate, oratori, villancicos, tonadillas, arie, cantate e trii in spagnolo. Probabilmente scrisse anche alcune opere serie (principalmente basate sui libretti di Metastasio) e comiche italiane, ma stabilire con esattezza fra i tre fratelli l'autore delle diverse composizioni non è facile poiché spesso sui manoscritti veniva indicato solo il cognome senza ulteriori specificazioni.
Attualmente sopravvivono diversi suoi manoscritti, soprattutto di lavori sacri, composti prevalentemente fra il 1757 ed il 1762. Si ricordano in particolare anche i duetti per violini, che ebbero all'epoca una certa popolarità nel suo paese; le loro partiture sono attualmente conservate in Svizzera, Italia, Inghilterra e Spagna.